# Nicla Mosetti
Nicla Mosetti (24 de agosto de 1997) es una deportista italiana que compite en atletismo. Ganó una medalla de plata en los Juegos Mediterráneos de 2022, en la prueba de 100 m vallas.